# کلسو (آرکانزاس)
کلسو (به انگلیسی: Kelso) یک منطقهٔ مسکونی در ایالات متحده آمریکا است که در شهرستان دشا، آرکانزاس واقع شده‌است. کلسو ۴۳٫۸۹ متر بالاتر از سطح دریا واقع شده‌است.